# Tzimtzum
Tzimtzum Hebr. för sammandragning. En betydande lärosats inom den judiska kabbala. Föreställningen bygger på att Gud från början omfattade allt som existerade och därför var tvungen att dra ihop sig för att få rum med något nytt. Något oplanerat inträffade dock under skapelseprocessen så att gudomliga gnistor blev kvar i världen, i exil från Gud. Dess gnistor finns kvar i varje detalj i skapelsen. För den gudomliga ordningen krävs det att dessa gnistor återbördas till Gud. Judarna strävar genom sina handlingar till att återbörda gnistorna till Gud. Detta gör man genom att iakttaga de religiösa påbuden, mitzvot. Genom goda handlingar i enlighet med vad Torah förespråkar kan även den enskilda människan hjälpa Gud i skapelsen och skapandet av något gott.